# Ivan Franceschini
Ivan Franceschini (Parma, 7 de dezembro de 1976) é um ex-jogador de futebol, que defendeu o Torino na Serie A italiana.

## Histórico nos Clubes
- Parma F.C. (1995-96)
- Olympique de Marseille (1996-97)
- Salernitana Calcio 1919 (1997-98)
- A.S. Lucchese (1998-99)
- Genoa C.F.C. (1999-2000)
- A.C. ChievoVerona (2000-01)
- Reggina Calcio (2001-2006)
- Torino F.C. (2006-)